# Perifere drift-illusie (gezichtsbedrog)
De Perifere drift-illusie (PDI) is een optische illusie van beweging in het perifere blikveld welke wordt geïnduceerd door een zaagtand-luminantie aldaar. De illusie werd voor het eerst beschreven door Faubert en Herbert in 1999; een soortgelijk effect werd al in 1979 beschreven door Kitaoka en Ashida onder de noemer "escalator illusion". Een variant van PDI werd door Kitaoka en Ashida (2003) gepubliceerd met inversie van de zaagtand-luminantie. Kitaoka heeft vervolgens een aantal varianten van PDI bedacht, waarvan er één –"roterende slangen"– heel populair is geworden, zodat PDI veel belangstelling heeft gekregen. 
In twee getoonde figuren is de zaagtand-luminantie op een cirkelschijf aangebracht. 
De illusie is heel eenvoudig waar te nemen, als je je ogen fixeert op een punt naast zo'n schijf, en dan met je ogen knippert. Als je sneller met je ogen knippert, gaat de schijf sneller draaien! 
Veel mensen ondergaan de illusie al, als ze een tekst lezen (zoals dit lemma) met de bedoelde schijf in het perifere blikveld. De twee schijven in nevenstaande figuur lijken in tegengestelde richting te draaien, omdat de illusie van beweging wordt opgeroepen van donker naar licht.